# Sleutelvaluta
Een sleutelvaluta is een valuta die internationaal goed wordt geaccepteerd in het internationaal betalingsverkeer. Deze valuta is gemakkelijk in te wisselen en daarom worden veel transacties in de sleutelvaluta afgehandeld.
In een sleutelvaluta hebben overheden en internationale instellingen veel vertrouwen, waardoor zij hierin een deviezenreserve hebben.
Ook wordt de sleutelvaluta in het internationale betalingsverkeer gebruikt om de pariteit van andere valuta's te bepalen. De tegoeden van een land in een sleutelvaluta worden tot de internationale reserves van dat land gerekend.

## Geschiedenis
Als munt van een van de machtigste (handels)landen ter wereld, het Britse Rijk, heeft het pond sterling gedurende de 18e eeuw en 19e eeuw als sleutelvaluta in de wereld gegolden, tot aan grofweg het einde van de Eerste Wereldoorlog. De Amerikaanse dollar heeft sinds circa het einde van de Tweede Wereldoorlog deze positie overgenomen; sinds 1999 concurreert de euro met de dollar om deze positie. Daarnaast zijn ook de Japanse yen en de Duitse mark internationaal goed inwisselbaar geweest.
Na 2010 werd echter een proces van de-dollarisering ingezet, waarbij verschillende landen waaronder Rusland en China zijn overgestapt op handel in nationale valuta. Ook binnen de BRICS en de Shanghai-samenwerkingsorganisatie werden initiatieven in die zin ondernomen.
Volgens het IMF wijzen de gegevens van de Currency Composition of Official Foreign Exchange Reserves (COFER) op een aanhoudende geleidelijke daling van het aandeel van de dollar in de buitenlandse reserves van centrale banken en overheden. In 2000 bestonden deze reserves voor iets meer dan 70% in dollars, maar in 2023 was dit gedaald tot onder de 60%. De dalende betekenis van de Amerikaanse dollar in de afgelopen twee decennia is niet terug te zien in een toegenomen aandeel van andere bekende valuta, zoals de euro, yen en pond. De groei zat meer in niet-traditionele sleutelvaluta's genoemd, waaronder de Australische en Canadese dollar en de Chinese renminbi.